# Malkangiri
Malkangiri est une ville indienne située dans le district de Malkangiri dans l’État de l'Odisha. En 2011, sa population était de 31 007 habitants.

## Source de la traduction
- (en) Cet article est partiellement ou en totalité issu de l’article de Wikipédia en anglais intitulé « Malkangiri » (voir la liste des auteurs).